# Durban-sur-Arize
Durban-sur-Arize är en kommun i departementet Ariège i regionen Occitanien i södra Frankrike. Kommunen ligger  i kantonen La Bastide-de-Sérou som ligger i arrondissementet Foix. År 2022 hade Durban-sur-Arize 179 invånare.

## Befolkningsutveckling
Antalet invånare i kommunen Durban-sur-Arize
Referens: INSEE